# Pik Semjonova
Pik Semjonova (ryska: Pik Semënova, Пик Семёнова) är en bergstopp i Kirgizistan, på gränsen till Kazakstan. Den ligger i den östra delen av landet, 500 km öster om huvudstaden Bisjkek. Toppen på Pik Semjonova är 5 804 meter över havet, eller 1 237 meter över den omgivande terrängen. Bredden vid basen är 36 km.
Terrängen runt Pik Semjonova är bergig åt sydost, men åt nordväst är den kuperad. Runt Pik Semjonova är det mycket glesbefolkat, med 7 invånare per kvadratkilometer. Det finns inga samhällen i närheten. Trakten runt Pik Semjonova är permanent täckt av is och snö.